# Lophoceps cyaniris
Lophoceps cyaniris is een vlinder uit de familie wespvlinders (Sesiidae), onderfamilie Sesiinae.
Lophoceps cyaniris is voor het eerst wetenschappelijk beschreven door Hampson in 1919. De soort komt voor in het Oriëntaals gebied.